# 1920년 하계 올림픽 축구
축구는 벨기에 안트베르펜에서 열린 1920년 하계 올림픽의 154개 세부 종목 중 하나이다. 이번 올림픽 축구 대회는 정식 종목으로 채택된 이래 5번째 대회이다. 이 대회에는 14개국이 참가했는데, 처음으로 비유럽국(이집트)이 대회에 참가했다.
이 대회는 제1차 세계 대전 이래 벌어지는 첫 대회로, 패전 진영인 동맹국의 국가들(독일, 오스트리아, 헝가리를 비롯해 그들과 손잡은 불가리아와 튀르키예)은 이 대회에 초대받지 못하였다. 잉글랜드의 축구 협회는 독일, 오스트리아, 그리고 헝가리가 연맹에서 제명되어야 한다는 제명이 거절되자 (그들과 뜻을 같이한 스코틀랜드, 아일랜드, 웨일스와 함께) 국제 축구 연맹에서 탈퇴하였다. FIFA는 이에도 불구하고 타 종목의 선수들을 올림픽에 파견하는 국가들이 축구 대회에 참가하는 것을 방해받아서는 안된다는 주장을 하면서 영국 국가대표팀의 참여를 받아들였다.
그러나, 이전 두 번의 올림픽 대회에서 금메달을 획득한 국가는 참가한 지 얼마 지나지 않아 다시 짐을 싸고 퇴장해야 했는데, 이들은 첫 판에서 노르웨이에게 1-3으로 패하였는데, 그에 따라 이 경기의 승자는 역사에 길이 남을 승리를 자축했다. (이후 노르웨이는 1936 베를린 올림픽에서 나치 독일을 꺾었고, 1993년에는 잉글랜드를 월드컵 예선에서 이겼으며, 1998 월드컵에서는 전 대회 우승국 브라질을 2-1로 이겼다)
결승전(이자 금메달 결정전)의 승자는 개최국 벨기에로 체코슬로바키아(이 나라가 참가한 사상 첫 국제 대회이다)가 심판 판정에 항의하며 퇴장당해 대회에서 실격되면서 자동으로 받게 되었다.
벨기에는 폴란드가 제 시간에 맞추어 도착하지 못해 부전승으로 1라운드를 통과했고, 은메달과 동메달의 결정전은 8강에서 탈락한 국가들(이탈리아, 노르웨이, 스페인, 그리고 스웨덴)이 서로 맞대결을 펼쳐 메달을 확보한 네덜란드를 상대하는 것으로 결정되었다.
대회는 스페인이 은메달 결정전에서 승리하고 네덜란드가 동메달을 획득하는 것으로 마무리되었다.

## 경기장
| 올림픽 경기장     | 브로트스트라트  |
| 수용 인원: 35,000 | 수용 인원: 미상 |
|                   |                 |
| 헨트              | 브뤼셀          |
| 쥘 오턴           | 라 뷔트         |
| 수용 인원: 미상   | 수용 인원: 미상 |
|                   |                 |

## 대회 진행
16개국이 이 대회에 참가하였는데, 대회는 전부 토너먼트전 방식으로 진행되었다. 그러나, 스위스가 1라운드 추첨 전에 기권하면서, 프랑스는 1라운드를 부전승으로 통과했다.
14개국이 1라운드에 맞대결을 펼쳐 7개국이 프랑스가 기다리고 있는 8강에 합류할 예정이었는데, 개최국 벨기에도 폴란드가 시간 맞추어 경기장에 도착하지 못하면서 부전승으로 1라운드를 통과했다.
노르웨이는 영국과의 1라운드 경기에서 승리해 엘로 기준으로 역대 최고의 이변으로 평가된다.
이번 대회가 첫 국제 대회 출전인 체코슬로바키아는 유고슬라비아(이들도 이번 대회가 첫 국제 대회 출전이었다), 노르웨이, 그리고 프랑스를 연파하고 결승까지 진출했고, 벨기에는 1라운드를 부전승으로 통과하고, 스페인과 네덜란드를 차례로 격파하고 결승전에 올라갔다.
결승전은 시작 40분 만에 중단되었는데, 체코슬로바키아가 잉글랜드인 주심 존 루이스의 판정에 대한 항의로 경기장을 퇴장하면서 벨기에가 자동으로 이 대회 금메달의 주인공이 되었다.
베르그발 방식으로 은메달과 동메달의 주인공이 정해졌다. 우선 8강에서 탈락한 스페인이 패자부활전의 승자가 되었는데, 스페인은 스웨덴을 2-1로, 이탈리아를 2-0으로 각각 제압했다.
본래 방식 대로라면, 스페인은 이 대회에서 금메달을 획득한 벨기에에게 패한 세 상대와 맞대결을 펼쳐서, 승자가 2위, 3위를 상대해야 했지만, 결승 상대 체코슬로바키아가 실격되고, 벨기에의 1라운드 상대 폴란드가 시간 안에 경기장에 도착하지 못해 부전승으로 통과했다.
따라서, 스페인은 패자부활전에 이어 벨기에와의 준결승전에서 패한 네덜란드를 상대하게 되었고, 스페인이 3-1로 이겼다.

## 본 대회 결과

### 1라운드
벨기에는 폴란드를 상대할 예정이지만, 폴란드는 폴란드-소련 전쟁으로 경기장에 도착하지 못했다. 벨기에는 부전승으로 8강에 진출했으며, 2-0 승리로 처리되었다. 프랑스 또한 부전승으로 8강에 진출했다.
| 체코슬로바키아                                             | 7 – 0  | 유고슬라비아 왕국 |
| ---------------------------------------------------------- | ------ | ----------------- |
| 바니크 20′, 46′, 79′ · 얀다 34′, 50′, 75′ · 세들라체크 43′ | 리포트 |                   |

| 스페인         | 1 – 0  | 덴마크 |
| -------------- | ------ | ------ |
| 아라볼라사 54′ | 리포트 |        |

| 이탈리아                    | 2 – 1  | 이집트     |
| --------------------------- | ------ | ---------- |
| 발론치에리 25′ · 브레치 57′ | 리포트 | 오스만 30′ |

| 노르웨이                         | 3 – 1  | 영국         |
| -------------------------------- | ------ | ------------ |
| 군데르센 13′, 51′ · 빌헬름스 63′ | 리포트 | 니콜라스 25′ |

| 네덜란드                            | 3 – 0  | 룩셈부르크 |
| ----------------------------------- | ------ | ---------- |
| J. 뷜더르 30′ · 흐로시오한 47′, 85′ | 리포트 |            |

| 스웨덴                                                            | 9 – 0  | 그리스 |
| ----------------------------------------------------------------- | ------ | ------ |
| 올손 4′, 79′ · 칼손 15′, 20′, 21′, 51′, 85′ · 비크셀 25′ · 달 31′ | 리포트 |        |

### 8강전
| 네덜란드                                                             | 5 – 4 (연장전) | 스웨덴                            |
| -------------------------------------------------------------------- | -------------- | --------------------------------- |
| 흐로시오한 10′, 57′ · J. 뷜더르 44′, 88′ (페널티) · 더 나트리스 115′ | 리포트         | 칼손 16′, 32′ · 올손 20′ · 달 72′ |

| 체코슬로바키아                 | 4 – 0  | 노르웨이 |
| ------------------------------ | ------ | -------- |
| 바니크 8′ · 얀다 17′, 66′, 77′ | 리포트 |          |

| 프랑스                             | 3 – 1  | 이탈리아            |
| ---------------------------------- | ------ | ------------------- |
| 보예르 10′ · 니콜라 14′ · 바르 54′ | 리포트 | 브레치 33′ (페널티) |

| 벨기에             | 3 – 1  | 스페인              |
| ------------------ | ------ | ------------------- |
| 코페 11′, 52′, 55′ | 리포트 | 아라테 62′ (페널티) |

### 준결승전
| 체코슬로바키아                    | 4 – 1  | 프랑스     |
| --------------------------------- | ------ | ---------- |
| 마잘 18′, 75′, 87′ · 스테이너 70′ | 리포트 | 보예르 79′ |

| 벨기에                                  | 3 – 0  | 네덜란드 |
| --------------------------------------- | ------ | -------- |
| 라르노 46′ · 판 헤허 55′ · 브라가르 85′ | 리포트 |          |

### 금메달 결정전

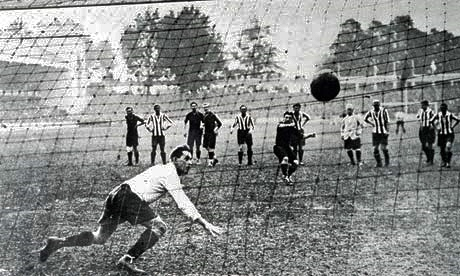
벨기에의 로베르 코페가 페널티 킥으로 체코슬로바키아의 수문장 루돌프 클라프카를 넘어 금메달 결정전 선제골을 넣었다

결승전은 매우 논란이 컸는데, 2020년 기준으로 국제 대회의 결승전이 중도에 중단된 유일한 경기였다. 체코슬로바키아가 경기 시작 40분 만에 판정에 대한 항의로 퇴장하면서 벨기에가 자동으로 금메달을 획득했는데, 경기 중단 순간에 벨기에가 체코슬로바키아를 2-0으로 이기고 있었으며, 체코슬로바키아의 좌측 수비수 카렐 스테이너가 로베르 코페에게 비신사적인 행위를 범하면서 퇴장해야 했다.
체코슬로바키아 선수들은 65세의 잉글랜드인 주심 존 루이스의 판정에 불만이 컸는데, 루이스 주심은 벨기에가 네덜란드와 치른 준결승전을 이미 주관했었고, 체코슬로바키아인들은(경기는 벨기에가 프랑스를 이긴 날과 같은 시각에 같은 장소에서 열렸다) 찰스 레퍼드-브라운과 나이트 잉글랜드인 부심 이 앙리 라르노가 득점한 30분 골이 문제였다고도 생각했다.
체코슬로바키아는 즉시 경기에 주관하는 심판의 판정에 즉시 항의으나, 받아들여지지 않고, 체코슬로바키아는 이 대회에서 실격 판정을 받았다.
| 벨기에                        | 2 – 0  | 체코슬로바키아 |
| ----------------------------- | ------ | -------------- |
| 코페 6′ (페널티) · 라르노 30′ | 리포트 |                |

| 벨기에 | 체코슬로바키아 |

| GK |  | 장 드 비                |
| DF |  | 아르망 스바르턴브루크스 |
| DF |  | 오스카르 페르베이크     |
| MF |  | 조세프 뮈시             |
| MF |  | 에밀리어 한서 (주장)    |
| MF |  | 앙드레 피에랑           |
| FW |  | 루이 판 헤허            |
| FW |  | 로베르 코페             |
| FW |  | 마티외 브라가르         |
| FW |  | 앙리 라르노             |
| FW |  | 데시르 바스탱           |

| GK |  | 루돌프 클라프카     |
| DF |  | 안토닌 호이에르     |
| DF |  | 카렐 스테이너       |
| MF |  | 프란티세크 콜레나티 |
| MF |  | 카렐 페세크 (주장)  |
| MF |  | 에밀 세이페르트     |
| FW |  | 요세프 세들라체크   |
| FW |  | 안토닌 얀다         |
| FW |  | 바츨라프 필라트     |
| FW |  | 얀 바니크           |
| FW |  | 오타카르 마잘       |

| GK |  | 장 드 비                |
| DF |  | 아르망 스바르턴브루크스 |
| DF |  | 오스카르 페르베이크     |
| MF |  | 조세프 뮈시             |
| MF |  | 에밀리어 한서 (주장)    |
| MF |  | 앙드레 피에랑           |
| FW |  | 루이 판 헤허            |
| FW |  | 로베르 코페             |
| FW |  | 마티외 브라가르         |
| FW |  | 앙리 라르노             |
| FW |  | 데시르 바스탱           |

| GK |  | 루돌프 클라프카     |
| DF |  | 안토닌 호이에르     |
| DF |  | 카렐 스테이너       |
| MF |  | 프란티세크 콜레나티 |
| MF |  | 카렐 페세크 (주장)  |
| MF |  | 에밀 세이페르트     |
| FW |  | 요세프 세들라체크   |
| FW |  | 안토닌 얀다         |
| FW |  | 바츨라프 필라트     |
| FW |  | 얀 바니크           |
| FW |  | 오타카르 마잘       |

## 은메달 결정전 결과
체코슬로바키아가 실격되면서, 본래 네덜란드와 프랑스 간의 은메달 결정전이 열릴 예정이었으나, 프랑스는 대부분의 선수들이 이미 귀국길에 오르면서 포기하였다. 결국, 8강에서 탈락한 4개국이 토너먼트전을 벌여 승자가 네덜란드와 은메달 결정전을 벌이게 되었다.

### 1라운드
| 이탈리아                 | 2 – 1 (연장전) | 노르웨이     |
| ------------------------ | -------------- | ------------ |
| 사르디 46′ · 바디니 123′ | 리포트         | 안데르센 41′ |

| 스페인                      | 2 – 1  | 스웨덴 |
| --------------------------- | ------ | ------ |
| 벨라우스테 51′ · 아세도 53′ | 리포트 | 달 28′ |

### 2라운드
| 스페인            | 2 – 0  | 이탈리아 |
| ----------------- | ------ | -------- |
| 세수마가 43′, 72′ | 리포트 |          |

### 은메달 결정전
| 스페인                        | 3 – 1  | 네덜란드       |
| ----------------------------- | ------ | -------------- |
| 세수마가 7′, 35′ · 피치치 72′ | 리포트 | 흐로시오한 68′ |

### 번외 경기
이 경기는 대회의 일부가 아니나, 두 선수단은 탈락한 이후 경기 일정을 잡았다. 몇 출처에서는 이 경기를 8위 결정전 혹은 은메달 결정전의 일부로 간주한다.
| 이집트                                    | 4 – 2  | 유고슬라비아 왕국             |
| ----------------------------------------- | ------ | ----------------------------- |
| 아바자 43′, ??′ · 알루바 ??′ · 헤가지 ??′ | 리포트 | 두브라브치치 ??′ · 루지치 ??′ |

## 최종 순위
최종 순위는 다음과 같다:
| 순위 | 팀                | 경기수 | 승 | 무 | 패 | 득 | 실 | 득실차 | 승점 | 결과              |
| ---- | ----------------- | ------ | -- | -- | -- | -- | -- | ------ | ---- | ----------------- |
| 1    | 벨기에            | 3      | 3  | 0  | 0  | 8  | 1  | +7     | 6    |                   |
| 2    | 스페인            | 5      | 4  | 0  | 1  | 8  | 3  | +5     | 8    |                   |
| 3    | 네덜란드          | 4      | 2  | 0  | 2  | 9  | 10 | −1     | 4    |                   |
| 4    | 이탈리아          | 4      | 2  | 0  | 2  | 5  | 7  | −2     | 4    | 플레이오프전 탈락 |
| 5    | 스웨덴            | 3      | 1  | 0  | 2  | 14 | 7  | +7     | 2    | 플레이오프전 탈락 |
| 6    | 프랑스            | 2      | 1  | 0  | 1  | 4  | 5  | −1     | 2    | 플레이오프전 탈락 |
| 7    | 노르웨이          | 3      | 1  | 0  | 2  | 4  | 7  | −3     | 2    | 플레이오프전 탈락 |
| 8    | 이집트            | 1      | 0  | 0  | 1  | 1  | 2  | −1     | 0    | 1라운드 탈락      |
| 9    | 덴마크            | 1      | 0  | 0  | 1  | 0  | 1  | −1     | 0    | 1라운드 탈락      |
| 10   | 영국              | 1      | 0  | 0  | 1  | 1  | 3  | −2     | 0    | 1라운드 탈락      |
| 11   | 룩셈부르크        | 1      | 0  | 0  | 1  | 0  | 3  | −3     | 0    | 1라운드 탈락      |
| 12   | 유고슬라비아 왕국 | 1      | 0  | 0  | 1  | 0  | 7  | −7     | 0    | 1라운드 탈락      |
| 13   | 그리스            | 1      | 0  | 0  | 1  | 0  | 9  | −9     | 0    | 1라운드 탈락      |
| DSQ  | 체코슬로바키아    | 4      | 3  | 0  | 1  | 15 | 3  | +12    | 0    | 실격              |

## 메달리스트

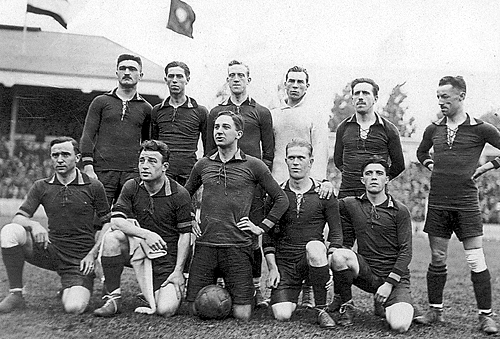
개최국이자 금메달리스트 벨기에 선수단의 결승전 직전 화보

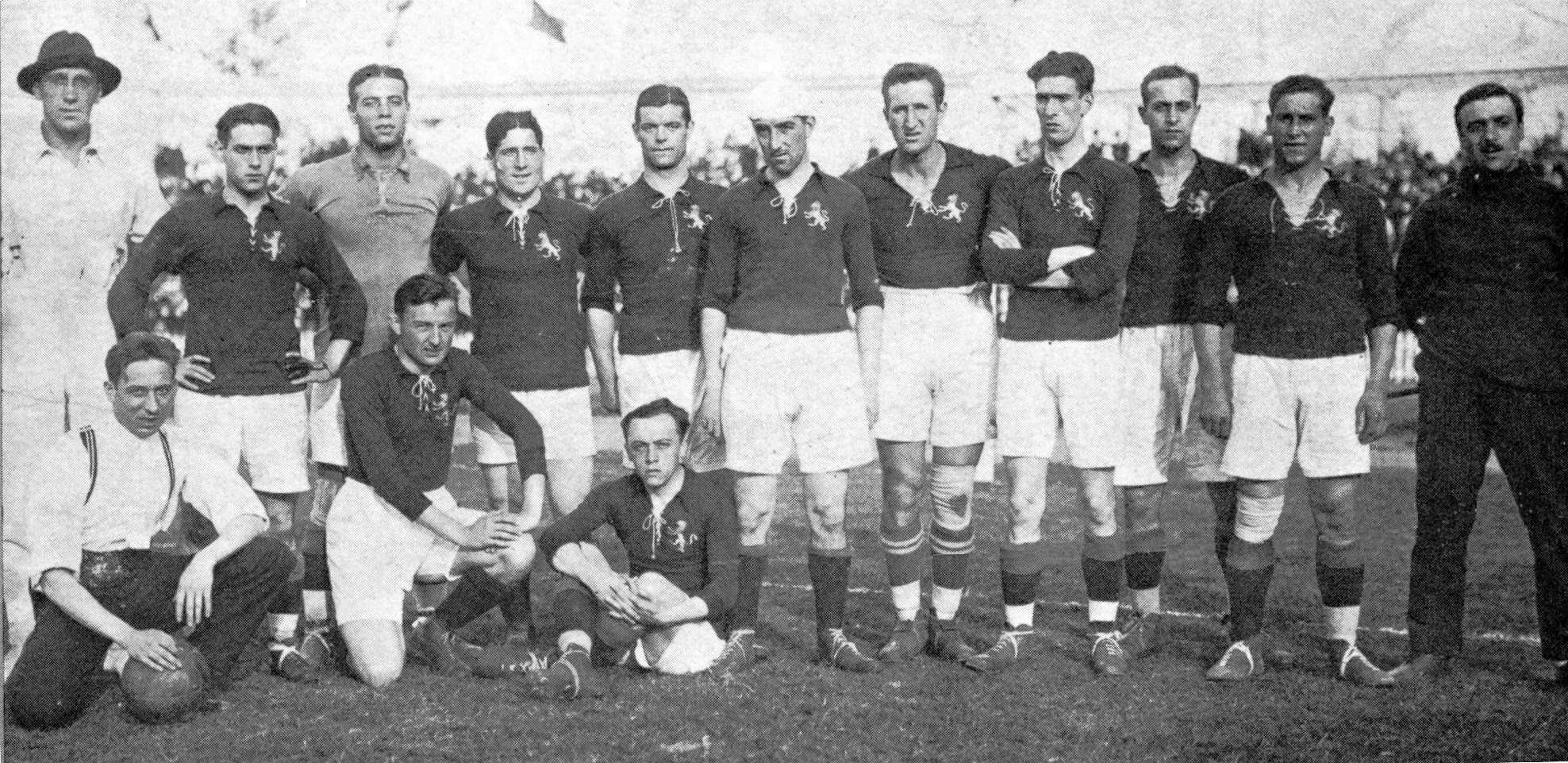
은메달리스트 스페인 선수단

| 금메달 | 은메달 | 동메달 |
| 벨기에 (BEL) - 펠릭스 발류 - 데시레 바스탱 - 마티외 브라가르 - 로베르 코페 - 장 드 비 - 앙드레 피에랑 - 에밀러 한서 - 조르주 에브댕 - 루이 판 헤허 - 앙리 라르노 - 조세프 뮈시 - 페르낭 니소 - 아르망 스바르턴브루크스 - 오스카르 페르베이크 감독: 라울 도프레슨 | 스페인 (ESP) - 파트리시오 아라볼라사 - 마리아노 아라테 - 후안 아르톨라 - 호세 마리아 벨라우스테 - 사비노 빌바오 - 라몬 에기아사발 - 아구스틴 에이사기레 - 라몬 힐 - 도밍고 아세도 - 실베리오 이사기레 - 피치치 - 루이스 오테로 - 프란시스코 파가사우르툰두아 - 호세 사미티에르 - 아구스틴 산초 - 펠릭스 세수마가 - 페드로 바야나 - 호아킨 바스케스 - 리카르도 사모라 감독: 프란시스코 브루 | 네덜란드 (NED) - 아리 비스하르 - 레오 보스하르트 - 야프 뷜더르 - 하리 데니스 - 얀 판 도르트 - 베르 흐로시오한 - 펠릭스 폰 헤이던 - 프리츠 카위퍼르스 - 디크 마크네일 - 얀 더 나트리스 - 오스카르 판 라파르트 - 헹크 스테이만 - 벤 페르베이 감독: 프레드 워버튼 |

## 득점자
7골

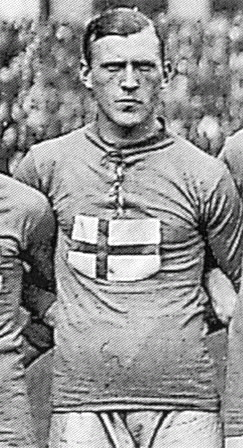
대회 최다 득점자 헤르베르트 칼손

- 헤르베르트 칼손 (스웨덴)

6골
- 안토닌 얀다 (체코슬로바키아)

5골
- 베르 흐로시오한 (네덜란드)

4골
- 로베르 코페 (벨기에)
- 얀 바니크 (체코슬로바키아)
- 펠릭스 세수마가 (스페인)

3골
- 오타카르 마잘 (체코슬로바키아)
- 야프 뷜더르 (네덜란드)
- 알빈 달 (스웨덴)
- 알베르트 올손 (스웨덴)

2골
- 앙리 라르노 (벨기에)
- 사베드 아바자 (이집투)
- 장 보예르 (프랑스)
- 굴리엘모 브레치 (이탈리아)
- 에이나르 군데르센 (노르웨이)

1골
- 마티외 브라가르 (벨기에)
- 루이 판 헤허 (벨기에)
- 요세프 세들라체크 (체코슬로바키아)
- 카렐 스테이너 (체코슬로바키아)
- 하산 알루바 (이집트)
- 후세인 헤가지 (이집트)
- 자키 오스만 (이집트)
- 앙리 바르 (프랑스)
- 폴 니콜라 (프랑스)
- 프레드 니콜라스 (영국)
- 에밀리오 바디니 (이탈리아)
- 아돌포 발론치에리 (이탈리아)
- 엔리코 사르디 (이탈리아)
- 얀 더 나트리스 (네덜란드)
- 아르네 안데르센 (노르웨이)
- 에이나르 빌헬름스 (노르웨이)
- 도밍고 아세도 (스페인)
- 파트리시오 아라볼라사 (스페인)
- 마리아노 아라테 (스페인)
- 호세 마리아 벨라우스테 (스페인)
- 피치치 (스페인)
- 라그나르 비크셀 (스웨덴)
- 아르투르 두브라브치치 (유고슬라비아 왕국)
- 요반 루지치 (유고슬라비아 왕국)

## 참고
1. ↑  본래 프랑스어로 되어있는 체코슬로바키아의 항의문은 다음과 같이 해석된다:

1. 이 경기에 잉글랜드인 부심이 배정되었는데, 각 참가국은 둘 중 한 명의 부심을 배정할 권리가 있다는 규정과 위배된다. 이 규정의 위배는 잉글랜드인 부심은 공평치 못하기 때문에 경기에서 우리에게 편파적이어서 우리는 경기의 취소를 원한다. 경기 직후, 우리는 이 소식을 로돌프 제일드라버르스 씨께 알렸다.

2. 이 경기 주심 루이스 씨의 대부분 판정은 잘못되었으며, 공개적으로 우리에 대한 잘못한 인상을 주었기에 이는 명백한 사실이다. 또한 벨기에의 득점은  주심의 오심으로 나온 것이며, 우리는 이 사달에 정밀한 조사를 원한다.

3. 경기 도중, 벨기에 군인이 관중들 사이에 등장해 경기장을 순찰하였고 그들의 도발적인 존재에 우리 선수들은 제대로 경기에 임할 수 없었다. 군인이 이끄는 경기장 난입과 우리 국기의 모욕에 따른 경기 끝의 불미스러운 상황에 따른 결과로 우리는 (벨기에) 군인들로부터 진심의 사과를 받기 전까지 참가하지 않을 것이다.[7]
2. ↑  120분이 경과한 후, 양국은 1-1로 비겼지만, 양국의 주장과 주심 모두 10분씩 두 차례나 되는 추가적인 연장전을 치르기로 합의를 보았고, 그 결과 이 경기는 140분 동안 진행되었다.